# Vier-Bordes
Vier-Bordes è un comune francese di 97 abitanti situato nel dipartimento degli Alti Pirenei nella regione dell'Occitania.

## Società

### Evoluzione demografica
Abitanti censiti